# Чарнке, Тим
Тим Чарнке (нем. Tim Tscharnke; род. 13 декабря 1989, Вайсенфельс, Саксония-Анхальт) — немецкий лыжник, серебряный призёр Олимпиады 2010 года в командном спринте.

## Спортивная карьера
Тим Чарнке участвует в официальных соревнованиях с 2006 года, выступает за клуб «СФ Биберау». В 2008 и 2009 годах становился серебряным призёром чемпионатов мира среди юниоров в эстафете 4х5 км, в 2008 году стал бронзовым призёром в гонке на 10 км.
В Кубке мира дебютировал в феврале 2009 года на этапе в Италии. Лучший результат в этом турнире — 3 место в командном спринте на этапе в Рыбинске (январь 2010).
На Олимпиаде-2010 в Ванкувере стал серебряным призёром в командном спринте в паре с Акселем Тайхманном.